# 삼성 갤럭시 A72
삼성 갤럭시 A72(영어: Samsung Galaxy A72)는 삼성전자에서 제조한 안드로이드 스마트폰이다. 2021년 3월 17일 삼성전자의 어썸 언팩 행사에서 삼성 갤럭시 A52와 함께 발표되었다. 갤럭시 A72는 이전 모델들과 달리 5000mAh 배터리 업그레이드, IP67 방수 및 방진 기능, 8MP 망원 카메라 포함 등 많은 기능을 갖추고 있다.

## 사양

### 디자인
갤럭시 A72는 전작과 디자인이 비슷하다. 그것은 갤럭시 A71과 같이 전면 카메라를 위한 컷아웃이 있는 인피니티-O 디스플레이를 가지고 있다. 그러나 이 장치는 갤럭시 A71의 광택 그라데이션 대신 무광택 색상 옵션을 갖추고 있다. 어썸블랙, 어썸화이트, 어썸바이올렛, 어썸블루 색상 옵션이 있다. 화면은 코닝 고릴라 글래스 3로 보호되며 프레임과 후면 패널은 플라스틱으로 제작된다. IP67 방수 및 먼지 저항성을 가지고 있다.

### 하드웨어
갤럭시 A72는 8nm 공정의 퀄컴 스냅드래곤 720G SoC에 의해 구동되며, 2배 2.3GHz 크리오 465 골드코어가 장착된 고성능 클러스터와 6배 1.8GHz 크리오 465 실버코어와 128GB 램과 쌍을 이룬다. 갤럭시 A72를 구동하는 SoC는 싱글 코어 CPU 벤치마크에서 전작인 퀄컴 스냅드래곤 730G의 SoC보다 약간 더 나쁘다.
갤럭시 A72는 6.7인치 슈퍼 아몰레드 디스플레이를 탑재해 최대 800니트의 밝기, 20:9 화면비, 1080x2400 해상도, 최대 393ppi 픽셀 밀도, 90Hz 재생률을 자랑한다. 디스플레이에는 전면 카메라를 위한 펀치 홀도 있다.
갤럭시A72는 쿼드 후면 카메라 세팅에 광학영상안정화(OIS) 64MP 메인 카메라, 12MP 광각 카메라, 광학영상안정화와 3배 광학(무손실) 줌의 8MP 망원 카메라, 5MP 깊이 센서를 탑재했다. 이 전화기는 최대 30배 줌이 가능하고 32 MP 전면 카메라를 갖추고 있다. 후면 카메라 설정에는 LED 플래시도 포함되어 있다.
갤럭시 A72는 블루투스 5.1, 와이파이 802.11 a/b/g/n/ac, 3.5mm 헤드폰 잭, NFC를 갖추고 있다. 그것은 25W의 빠른 충전을 지원하는 5000mAh의 비이동식 배터리를 가지고 있다. 박스 안에 15W 충전기가 있는 갤럭시 A52와 달리 25W 충전기가 있다.
갤럭시A72는 스테레오 스피커, 디스플레이 밑 지문센서, 하이브리드 듀얼 SIM(나노-SIM/마이크로SD 카드 콤보) 슬롯을 탑재했다.

### 소프트웨어
안드로이드 11 기반 One UI 3.1이 기본탑재되었다.
안드로이드 12 기반 One UI 4.1로 업그레이드되었다.
안드로이드 13 기반 One UI 5.0으로 업그레이드되었다.
안드로이드 13 기반 One UI 5.1으로 업그레이드될 예정이다.
보안 업데이트를 받고 있다. 그러나 보안 업데이트는 A71이나 A52와 같은 월간 업데이트가 아니다. 현재 삼성 시큐리티 웹사이트의 분기별 업데이트 일정에 포함되어 있다.